# Cruck

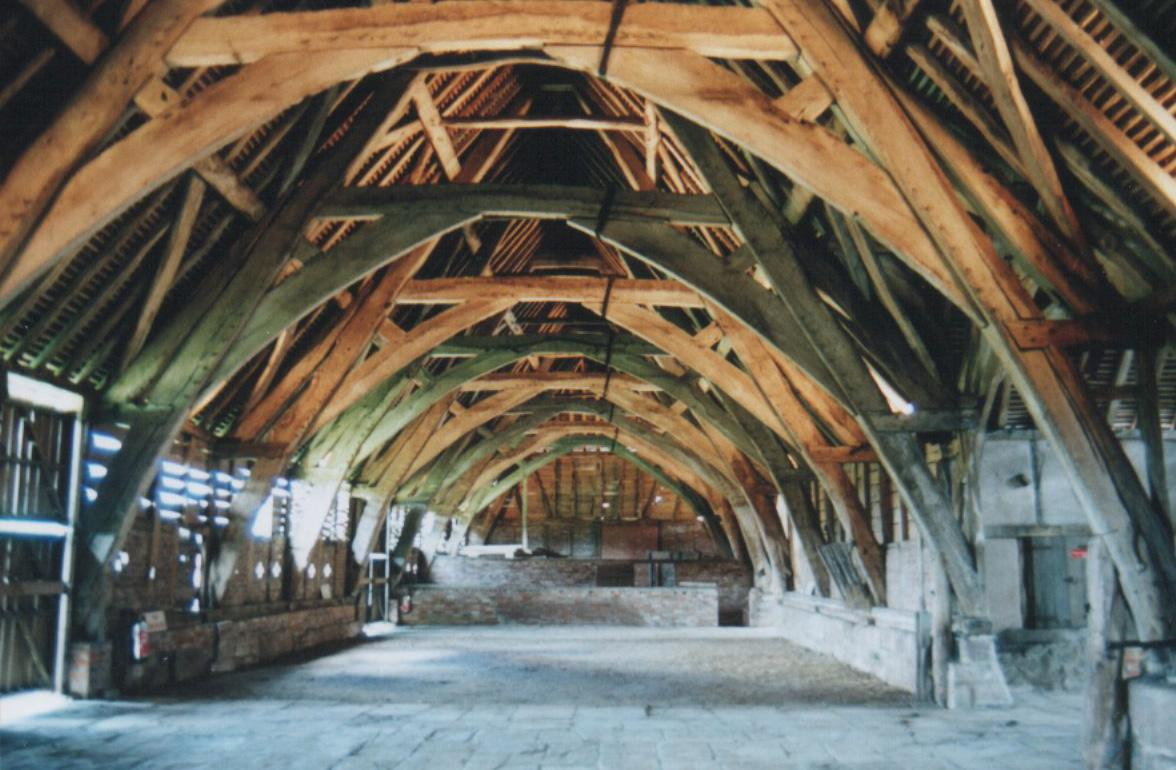
Ein Beispiel aus Worcester, England

Der Cruck ist ein hölzernes Konstruktionselement in englischen Dach- und Fachwerkkonstruktionen.
„Cruck“ wird wohl am besten mit „hölzerner Gurtbogen“ übersetzt (cruck = arched brace = gebogene Strebe). Zwei gegenüberliegende Cruck-Bögen ergeben das Bild eines Spitzbogens, der einem gotischen Steinspitzbogen ähnelt, teilweise aber auch eines Korb- oder Flachbogens. Der Cruck kommt traditionell in Scheunen, Ställen und Fachwerkbauten in ganz Europa vor und kann auch eine vom Boden zum First durchgehende Strebe bilden (full oder true cruck).
In der englischen Gotik und in der anschließenden Tudorgotik wurde die Bauweise wieder aufgegriffen, um Mauerwerk und Holzgewölbe gestalterisch zu vereinigen. Der „hölzerne Gurtbogen“ stützt sich auf den Außenmauern häufig so ab, dass er sie als Auflager und Anlehnungsfläche zugleich benutzt, indem sein unterer Ausläufer tief in den Wandbereich hinabgezogen wird. Dies erhöht die Stabilität des Tragwerks, bringt aber auch Querkräfte in die Außenwand ein, die bei der Konstruktion berücksichtigt werden müssen. Meist bindet ein Kehlbalken die oberen Enden der Gurtbögen zusammen. Das Hammerbalken-Gewölbe (hammerbeam roof) der englischen Gotik und des Tudorstils ermöglicht weittragende Dachkonstruktionen ohne durchlaufenden Kehlbalken, von dem lediglich noch die kurzen Endstücke verbleiben.